# Surinamski dolar
Surinamski dolar (ISO 4217: SRD) je službeno sredstvo plaćanja u Surinamu od 2004. godine kada je zamijenio surinamski gulden u omjeru 1000 guldena za 1 dolar. Dijeli se na 100 centi.
Kovanice u optjecaju:
- 1 cent
- 5 centi
- 10 centi
- 25 centi
- 100 centi
- 250 centi

Novčanice u optjecaju:
- 1 dolar
- 2½ dolara
- 5 dolara
- 10 dolara
- 20 dolara
- 50 dolara
- 100 dolara

## Vanjske poveznice
- Središnja banka Surinama